# Le Petit Bossu

Le Petit Bossu est une comptine pour enfants très connue, ayant pour thème un petit bossu. Les paroles de la comptine font apparaître de légères variantes d'une version à l'autre. En particulier certains couplets n'apparaissent pas dans toutes les variantes. De même le refrain (deux derniers vers de chaque couplets) sont parfois chantés différemment.

## Paroles
Quand le p’tit bossu va chercher du lait,

Il n'y va jamais sans son pot-à-lait.

En arrivant chez la crémière,

Il dit, faisant ses p’tites manières :

- Donnez-moi du lait dans mon pot à lait !

Non, non, non, on n'a jamais vu

Aussi résolu que le petit bossu !

Quand le p’tit bossu va chercher du sel,

Il n'y va jamais sans son pot à sel.

En arrivant chez l'épicière,

Il dit, faisant ses p’tites manières :

- Donnez-moi du sel dans mon pot à sel !

Non, non, non on n'a jamais vu

Aussi résolu que le petit bossu !

Quand le p’tit bossu va chercher de l'eau,

Il n'y va jamais sans son pot à eau.

En arrivant à la rivière,

Il dit, faisant ses p’tites manières :

- Donnez-moi de l'eau dans mon pot à eau !

Non, non, non on n'a jamais vu

Aussi résolu que le petit bossu !

Quand le petit bossu va chercher du pain,

Il n'y va jamais sans son sac à pain.

En arrivant chez la boulangère,

Tout en faisant ses p'tites manières :

- Donnez-moi du pain, dans mon sac à pain !

Non, non, non, on n'a jamais vu

Aussi résolu que le petit bossu !

Quand le petit bossu va chercher une bière,

Il la trouve jamais dans le frigidaire.

En arrivant dans la cuisine,

À la recherche d'une p'tite bibine :

- Mais où sont les bières dans ce frigidaire ?

Non, non, non, on n'a jamais vu

Aussi résolu que le petit bossu !